# Leucospis darjilingensis
Leucospis darjilingensis is een vliesvleugelig insect uit de familie Leucospidae. De wetenschappelijke naam is voor het eerst geldig gepubliceerd in 1937 door Mani.